# Куликов, Алексей Тимофеевич

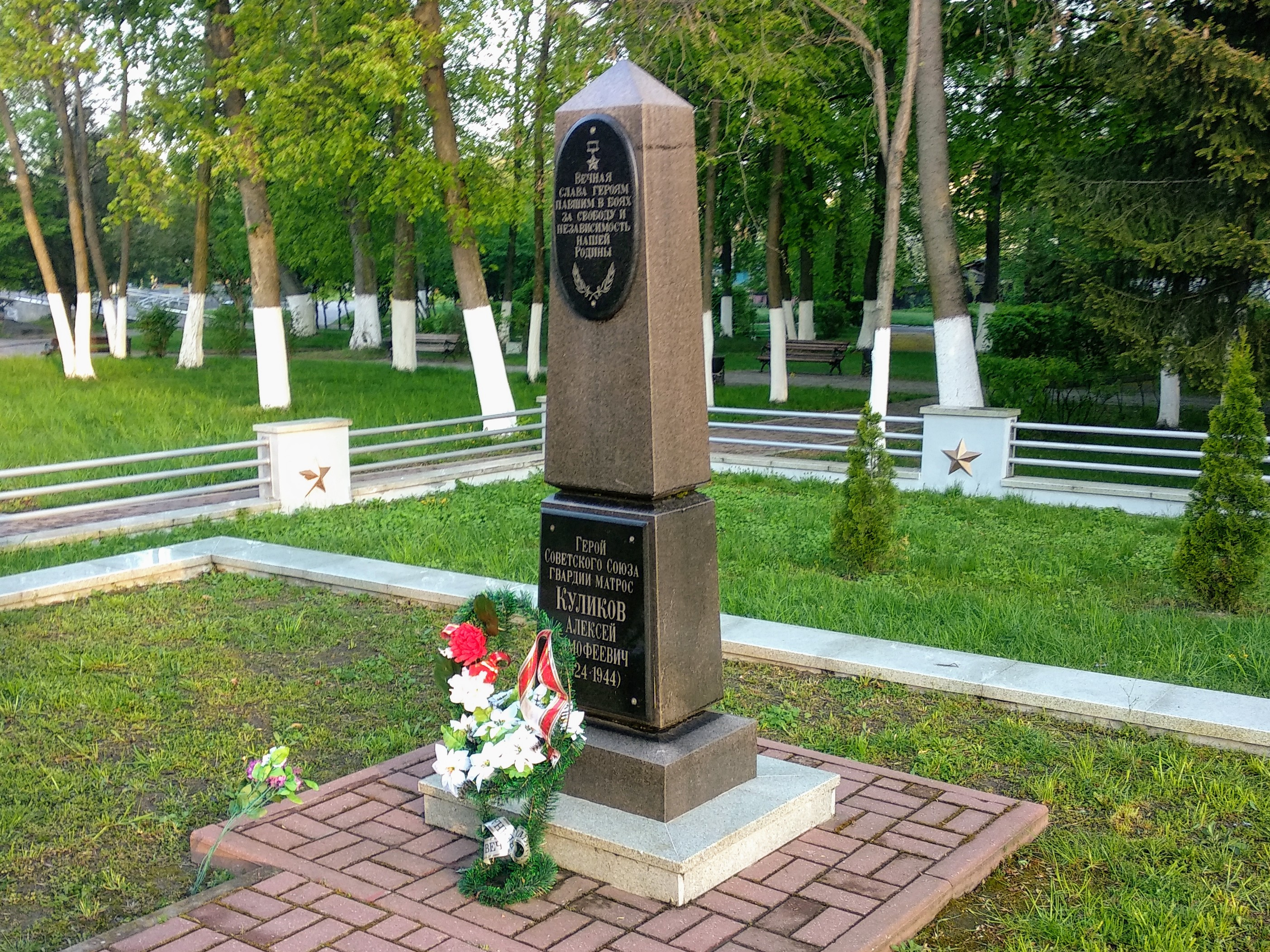
Памятник А. Т. Куликову в Пинске

Алексей Тимофеевич Куликов (1924—1944) — советский военнослужащий, красноармеец и краснофлотец Рабоче-крестьянской Красной Армии, участник Великой Отечественной войны, Герой Советского Союза (23.10.1943).

## Биография
Алексей Куликов родился 20 сентября 1924 года в селе Горная Пролейка, которое в то время входило в состав Царицынского уезда Царицынской губернии (ныне — Дубовский район Волгоградской области). После окончания начальной школы работал разметчиком карусельного станка на сталинградском заводе «Баррикады», одновременно учился в морском клубе ОСОАВИАХИМа.
В августе 1942 года Куликов был призван на службу в Рабоче-крестьянскую Красную Армию. С того же года — на фронтах Великой Отечественной войны. Участвовал в Сталинградской и Курской битвах.
К сентябрю 1943 года красноармеец Алексей Куликов был разведчиком пешей разведки 955-го стрелкового полка 309-й стрелковой дивизии 40-й армии Воронежского фронта. Отличился во время битвы за Днепр. В ночь с 21 на 22 сентября 1943 года Куликов в составе разведгруппы переправился через Днепр в районе посёлка Ржищев Кагарлыкского района Киевской области Украинской ССР и принял активное участие в захвате и удержании плацдарма на его западном берегу. В тех боях он лично уничтожил 1 танк и около 30 вражеских солдат и офицеров, что способствовало отражению нескольких немецких контратак.
Указом Президиума Верховного Совета СССР от 23 октября 1943 года за «образцовое выполнение боевых заданий командования на фронте борьбы с немецкими захватчиками и проявленные при этом мужество и героизм» красноармеец Алексей Куликов был удостоен звания Героя Советского Союза с вручением ордена Ленина и медали «Золотая Звезда» за номером 2155.
Вскоре после выхода из госпиталя Куликов увидел на Днепре бронекатера Днепровской военной флотилии и обратился к командованию с просьбой перевести его на флот. Просьба была удовлетворена, весной 1944 года он стал комендором бронекатера БК-92, тогда же ему присвоено воинское звание краснофлотец. 
При операции по высадке разведгруппы, пытаясь огнём бортового пулемёта катера подавить немецкий прожектор, был тяжело ранен (прожектор был подавлен заменившим его за пулемётом юнгой О. П. Ольховским).`
Участвовал в Белорусской стратегической наступательной операции в июне—июле 1944 года.
12 июля 1944 года А. Т. Куликов погиб во время Пинского десанта, когда его катер под огнём немецких танков высаживал десантников в центре Пинска. Куликов по последнего мгновения жизни вёл огонь по противнику. Похоронен в Пинске.

## Награды
- Орден Ленина и медаль «Золотая Звезда»[6]
- орденом Отечественной войны 2-й степени (31.07.1944, посмертно)[7][8]
- медалью «За отвагу» (6.11.1943)[2].

## Память
- В честь А. Т. Куликова названы улица в Пинске и школа в Горной Пролётке[2].
- На фасаде МОУ СОШ № 2 города Волгоград, где учился Алексей Куликов, в 1975 году установлена мемориальная доска.
- Мемориальная доска установлена на одном из корпусов завода «Баррикады» в Волгограде, где работал А. Куликов.